# Land Rover Toqui A-2
El Land Rover Toqui A-2 es un vehículo todoterreno ligero y multipropósito desarrollado y producido a requerimiento del Ejército de Chile por la empresa chilena Modificaciones San José (Actualmente VESPEK: Vehículos especiales). Entró en servicio el año 2010 para satisfacer las necesidades del ejército de renovar y modernizar su parque vehicular.

## Historia

### Desarrollo
El proyecto de este vehículo se consolidó gracias a una licitación realizada por el Ejército de Chile, en la que también compitieron vehículos de Chrysler, Toyota y Kia, entre otras. Debido a que los modelos ofrecidos por los competidores venían terminados de fábrica y tenían escaso margen de modificación y adaptación es que este proyecto se lo adjudicó la empresa TMG (Technology Motor Group) división de la entonces llamada empresa Modificaciones San José (actualmente llamada VESPEK). Dicha empresa Chilena, contaba al momento con una amplia experiencia en la modificación de vehículos para uso especial, tales como ambulancias, carros de bomberos, vehículos para la minería, transporte de pasajeros y para instituciones policiales.

## Características

### Vehículo
Éste vehículo está construido sobre la base de un Land Rover Defender Modelo 130, con el que comparte motor y gran parte del chasis, sin embargo se adaptó específicamente a los requerimientos del Ejército de Chile, que buscaba un vehículo utilitario ligero, con capacidades todoterreno para realizar reconocimiento y patrullaje en zonas agrestes, pero también autovalente en caso de emergencia, pudiendo entrar en combate si así se requiere. Manuel Urzúa jefe de proyectos de defensa de TMG, expresó en el diario LUN: " Es un vehículo de combate que eventualmente tendrá que defenderse por si mismo y recibir y devolver fuego".

### Armamento
Cuenta con afuste lateral para ametralladora ligera como arma secundaria, tanto 5,56 x 45 mm como  7,62 x 51 mm con sus respectivos rack para munición al centro del vehículo. Para el armamento principal cuenta sobre el techo con una anilla para montar ametralladora calibre .50 o lanzagranadas de 40 mm tipo M1025, además en sus laterales dos alojamientos para equipar lanzacohetes de tipo AT4.

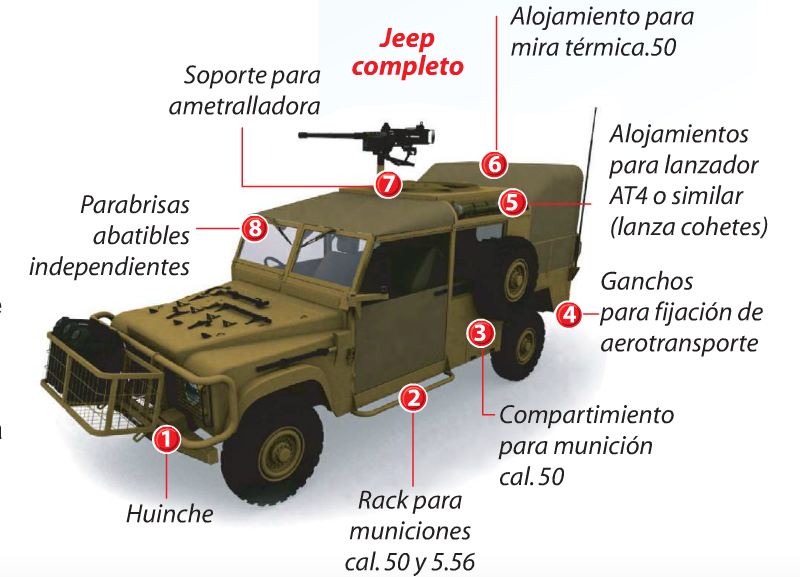
Características del Toqui A-2

### Similares
- VLEGA Gaucho

- Agrale Marruá